# Wakadoshiyori
I Wakadoshiyori (若年寄?), o "Giovani Anziani", erano alti ufficiali del governo Tokugawa nel XVII secolo. La carica fu stabilita nel 1631 ma fu irregolare fino al 1662.
Dai quattro ai sei Wakadoshiyori erano subordinati ai Rōjū, o "Anziani", ed erano responsabili di diverse funzioni. Ci furono periodi in cui il numero dei wakadoshiyori crebbe da sei a sette.
Lo status di wakadoshiyori era inferiore a quello di rōjū, ma al di sopra del jisha-bugyō. Questi ufficiali erano incaricati di supervisionare le attività dei membri della classe feudale sotto al rango di daimyō ed includeva gli hatamoto (servitori diretti dello shōgun), artigiani, medici, opere pubbliche e vassalli dello shogun il cui reddito annuo era inferiore a 10.000 koku.
Essi inoltre supervisionavano le attività degli uffici nelle grandi città-castello del paese, tra cui Kyoto e Osaka.

## Lista deiWakadoshiyori
Con Tokugawa Iemitsu (1623–1651)
- Matsudaira Nobutsuna (1633–1635)
- Abe Tadaaki (1633–1635)
- Hotta Masamori (1633–1635)
- Abe Shigetsugu (1633–1638)
- Ōta Sukemune (1633–1638)
- Miura Masatsugu (1633–1639)
- Dōi Toshitaka (1635–1638)
- Sakai Tadatomo (1635–1638)
- Kutsuki Tanetsuna (1635–1649)

Con Tokugawa Ietsuna (1651–1680)
- Kuze Hiroyuki (1662–1663)
- Tsuchiya Kazunao (1662–1665)
- Dōi Toshifusa (1663–1679)
- Nagai Naotsune (1665–1670)
- Hotta Masatoshi (1670–1679)
- Matsudaira Nobuoki (1679–1682)
- Ishikawa Norimasa (1679–1682)

Con Tokugawa Tsunayoshi (1680–1709)
- Hotta Masahide (1681–1685)
- Inaba Masayasu (1682–1684)
- Akimoto Takatomo (1682–1699)
- Naitō Shigeyori (1684–1685)
- Matsudaira Tadachika (1685)
- Ōta Sukenao (1685–1686)
- Inagaki Shigesada (1685–1689)
- Ōkubo Tadamasu (1687–1688)
- Miura Akihiro (1689)
- Yamauchi Toyoakira (1689)
- Matsudaira Nobutaka (1689–1690)
- Naitō Masachika (1690–1694)
- Katō Akihide (1690–1711)
- Matsudaira Masahisa (1694–1696)
- Yonekura Masatada (1696–1699)
- Honda Masanaga (1696–1704)
- Inoue Masamine (1699–1705)
- Inagaki Shigetomi (1699–1709)
- Nagai Naohiro (1704–1711)
- Kuze Shigeyuki (1705–1713)
- Ōkubo Norihiro (1706–1723)

Con Tokugawa Ienobu (1709–1712) e Ietsugu (1713–1716)
- Torii Tadateru (1711–1716)
- Mizuno Tadayuki (1711–1714)
- Ōkubo Tsuneharu (1713–1728)
- Morikawa Toshitane (1714–1717)

Con Tokugawa Yoshimune (1716–1745)
- Ishikawa Fusashige (1717–1725)
- Matsudaira Norikata (1723–1735)
- Mizuno Tadasada (1723–1748)
- Honda Tadamune (1725–1750)
- Ōta Sukeharu (1728–1734)
- Koide Hidesada (1732–1744)
- Nishio Tadanao (1734–1745)
- Itakura Katsukiyo (1735–1760)
- Toda Ujifusa (1744–1758)

Con Tokugawa Ieshige (1745–1760)
- Kanō Hisamichi (1745–1748)
- Hori Naohisa (1745–1748)
- Miura Yoshisato (1745–1749)
- Hotta Masanobu (1745–1751)
- Akimoto Suketomo (1747)
- Kobori Masamine (1748–1751, 1756–1760)
- Koide Fusayoshi (1748–1767)
- Matsudaira Tadatsune (1748–1768)
- Sakai Tadayoshi (1749–1761, 1761–1787)
- Ōoka Tadamitsu (1754–1756)
- Honda Tadahide (1758)
- Mizuno Tadachika (1758–1775)

Con Tokugawa Ieharu (1760–1786)
Con Tokugawa Ienari (1787–1837)
Con Tokugawa Ieyoshi (1837–1853)
Con Tokugawa Iesada (1853–1858) e Iemochi (1858–1866)
- Sakai Tadasuke (1853–1862, 1863, 1864–1866)[2]
- Andō Nobumasa (1858–1860)[3]
- Mizuno Tadakiyo (1861–1862)[4]
- Ogasawara Nagamichi (1862)[5]

Con Tokugawa Yoshinobu (1867–1868)
- Hoshina Masaari (1866–1867)
- Ōkōchi Masatada (1866–1867)
- Kyōgoku Takatomi (1866–1868)
- Asano Ujisuke (1867)[6]
- Kawakatsu Kōun (1867)[6]
- Nagai Naoyuki (1867–1868)
- Matsudaira Chikayoshi (1867–1868)
- Takenaka Shigekata (1867–1868)
- Hori Naotora (1867–1868)[6]
- Tsukahara Masayoshi (1867–1868)[6]
- Katsu Kaishū (1868)
- Ōkubo Ichiō (1868)
- Hattori Tsunezumi (1868)
- Imagawa Norinobu (1868)
- Atobe Yoshisuke (1868)
- Kawatsu Sukekuni, conosciuto anche come Kawazu Sukekune (1868).[7]
- Mukōyama Ippaku (1868)
- Kondō Isami (1868)

### Wakadoshiyori-kaku
I wakadoshiyori-kaku erano ufficiali del bakufu con il titolo wakadoshiyori, ma non effettivamente nominati come tali.
Lista dei wakadoshiyori-kaku
- Nagai Naomune (1867–1868).[5]